# Ангелы Ада (роман)
«Ангелы Ада» (англ. Hell's Angels: The Strange and Terrible Saga of the Outlaw Motorcycle Gangs) — книга, написанная Хантером С. Томпсоном и опубликованная в 1967 году издательством Random House. Её широко хвалили за бескомпромиссный взгляд на мотоклуб «Ангелы ада» в то время, когда клуб очень боялись и обвиняли в многочисленных преступных действиях. Газета The New York Times описала изображение Томпсона как «мир, с которым большинство из нас никогда бы не осмелились столкнуться».
Это была первая опубликованная книга Томпсона.

## Предыстория
«Ангелы ада» начинались как статья The Motocycle Gangs: Losers and Outsiders, написанная Томпсоном для выпуска The Nation от 17 мая 1965 года. В марте 1965 года редактор The Nation Кэри Макуильямс написал Томпсону и предложил заплатить журналисту за статью на тему мотоциклетных банд и, в частности, «Ангелов ада». Томпсон взялся за эту работу, и статья, опубликованная примерно месяц спустя, вызвала предложения публикации книги от нескольких издательств, заинтересованных в этой теме.
Следующий год Томпсон провёл, готовясь к новой книге в тесном контакте с «Ангелами ада», в частности с сан-францисским и оклендским отделениями клуба и их президентом Ральфом «Сонни» Барджером. Томпсон был откровенен с «Ангелами» о своей роли журналиста, что было опасным шагом, учитывая их явное недоверие к журналистам из-за того, что клуб считал плохой прессой. Томпсона познакомил с бандой Бирни Джарвис, бывший член клуба, а затем избитый полицией репортёр San Francisco Chronicle. Это знакомство, исходящее от «Ангела» и репортёра, позволило Томпсону сблизиться с бандой так, как это не удавалось другим.

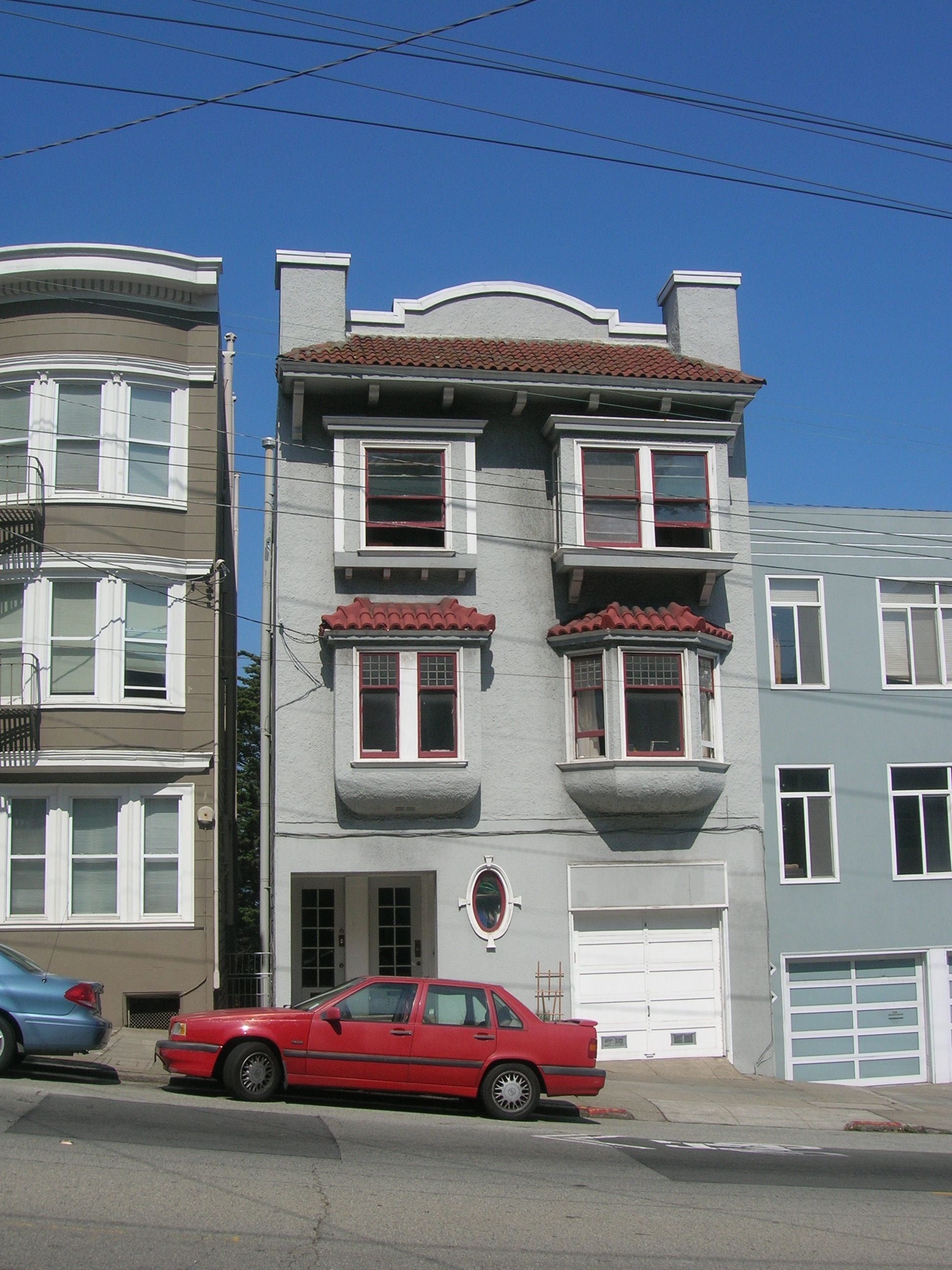
Резиденция Томпсона в период существования «Ангелов ада» на Парнас-авеню, 318, Сан-Франциско

Отнюдь не опасаясь этого постороннего, «Ангелы» были искренни в своем участии, часто подолгу разговаривая на магнитофон Томпсона и просматривая ранние черновики статьи, чтобы убедиться, что он правильно излагает факты. Банда часто посещала его квартиру на Парнас-авеню, 318 в Сан-Франциско, к большому разочарованию его жены и соседей. Томпсон, однако, чувствовал себя комфортно с этим соглашением. Когда ему «в шутку» пригрозили расправой, он указал на заряженное двуствольное ружье, которое висело у него на стене, и ответил в том же духе, что «сначала прикончит двоих из них».
Томпсон оставался близок с «Ангелами» в течение года, но в конечном счёте отношения пошли на убыль. Это закончилось навсегда после того, как несколько членов банды жестоко избили его или «растоптали» за замечание, сделанное Томпсоном «Ангелу» по имени Джанки Джордж, который избивал свою жену. Томпсон сказал: «Только подонок бьёт свою жену и собаку». Избиение прекратилось только по приказу старших членов клуба. К тому времени Томпсон, по сути, закончил своё время в «Ангелах», но позже он отмечал в письмах друзьям и Сонни Барджеру, что участники, причастные к избиению, не были теми, с кем он был наиболее тесно связан. Он продолжал испытывать симпатию к Барджеру и другим членам клуба.

## Сюжет и темы
В книге подробно описан опыт Томпсона, живущего в «Ангелах ада», печально известном мотоклубе в Калифорнии. Автор провел больше года, работая над одной главой, изучая их уникальную субкультуру и погружаясь в их образ жизни. Он рассказывает о своем времени, проведенном в путешествии по Калифорнии на мотоцикле, и описывает контраст между общим беззаконием клуба и преувеличенным страхом, который само беззаконие порождает в обществе. Согласно современной рецензии на книгу The New York Times, Томпсон рассказывает, как он пил в их барах, обменивался визитами на дом, записывал их жестокости, наблюдал за их сексуальными капризами, проникся их мотоциклетной мистикой и был так заинтригован, как он выразился, что:

«я больше не был уверен, стоит ли проводить исследования об „Ангелах Ада“ или медленно поглощаться ими».
Эпиграф к книге — перевод поэмы Франсуа Вийона XV века «Баллада о соборе Блуа»:

В моей собственной стране я нахожусь в далекой стране

Я силен, но у меня нет ни силы, ни власти

Я выигрываю все, но остаюсь проигравшим

На рассвете я говорю «Спокойной ночи».

Когда я ложусь, меня охватывает сильный страх
О падении. 